# Чалатенанго (департамент)
Чалатенанго (ісп. Chalatenango) — один з 14 департаментів Сальвадору.
Знаходиться в північно-західній частині країни. Межує з департаментами Кабаньяс, Кускатлан, Сан-Сальвадор, Ла-Лібертад, Санта-Ана та державою Гондурас. Адміністративний центр — місто Чалатенанго.
Гідроелектростанція в Ріо-Лемпі постачає регіон електрикою. У департаменті розташована найвища точка країни — гора Ель-Піталь (2730 метрів над рівнем моря). У 1980-х роках департамент був цитаделлю Народних Сил Визволення (FPL), однієї з найбільших організацій у Фронті національного звільнення імені Фарабундо Марті (FMLN).
Утворений 14 лютого 1855 року.
Площа — 2017 км². Населення — 192 788 чол. (2007).

## Муніципалітети
1. Акуа-Калієнте
2. Аркатао
3. Асакуальпа
4. Дулке-Номбре-де-Марія
5. Кансаске
6. Комалапа
7. Консепсьйон-Кесальтепеке
8. Ла-Лагуна
9. Ла-Реїна
10. Лас-Вуелтас
11. Лас-Флорес
12. Номбре-де-Хесус
13. Нуева-Консепсьйон
14. Нуева-Тринідад
15. Охос-де-Акуа
16. Ла-Пальма
17. Потоніко
18. Сітала
19. Сан-Антонио-де-ла-Крус
20. Сан-Антонио-Лос-Ранчос
21. Сан-Ігнасио
22. Сан-Ісідро-Лабрадор
23. Сан-Луїс-дель-Кармен
24. Сан-Мігел-де-Мерседес
25. Сан-Рафаель
26. Сан-Фернандо
27. Сан-Франсиско-Лемпа
28. Сан-Франсиско-Морасан
29. Санта-Рита
30. Техутла
31. Чалатенанго
32. Ель-Каррисаль
33. Ель-Параїсо

## Галерея

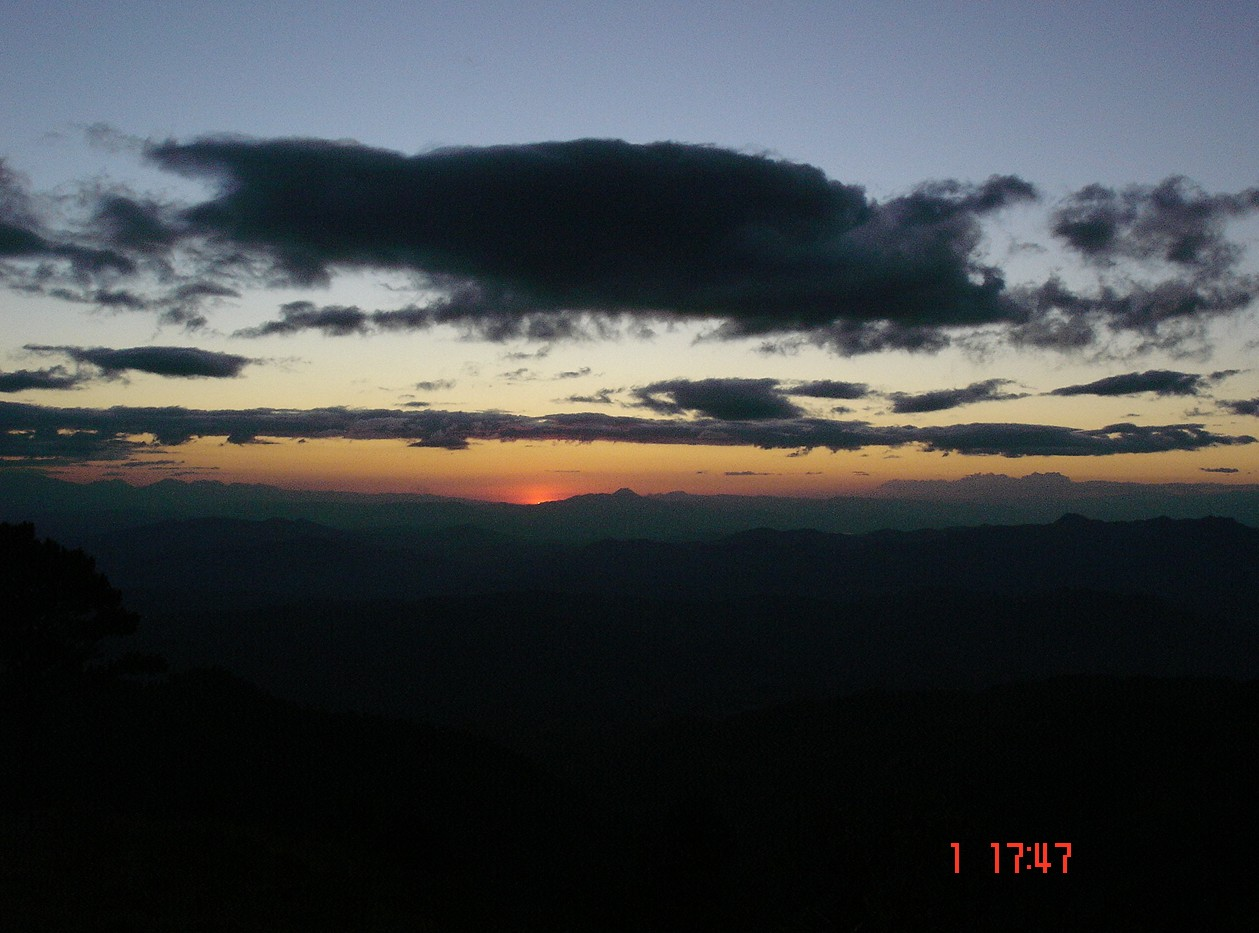
Ла-Пальма
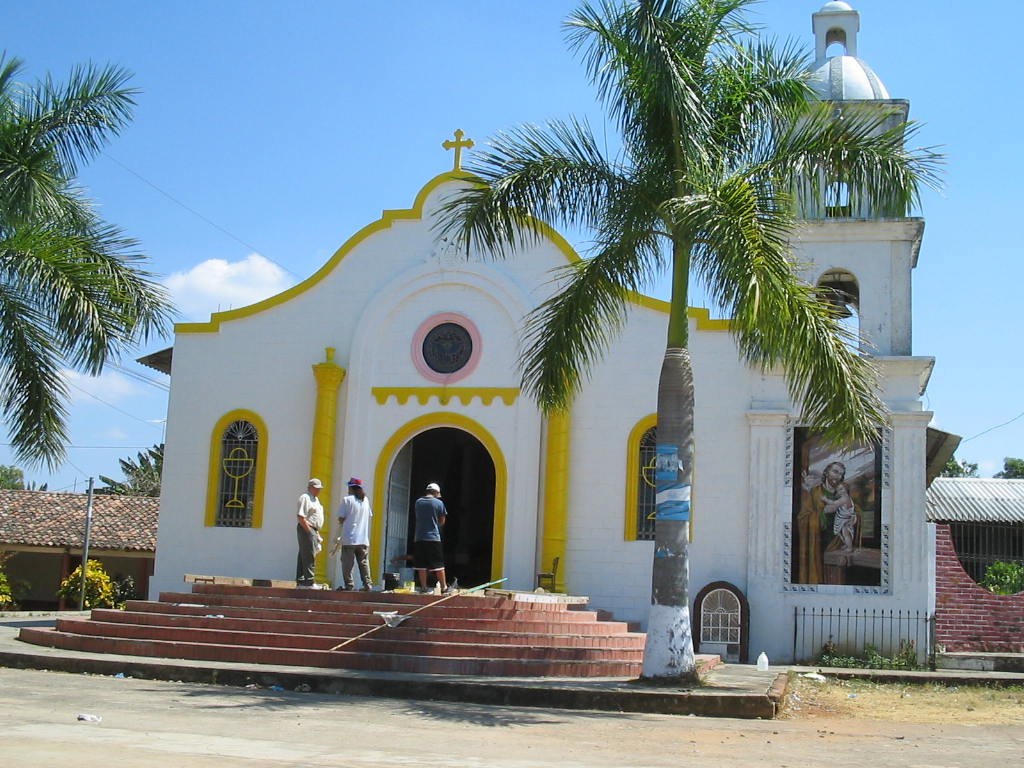
Чалатенанго